# Liste des châteaux de l'arrondissement de Lorient

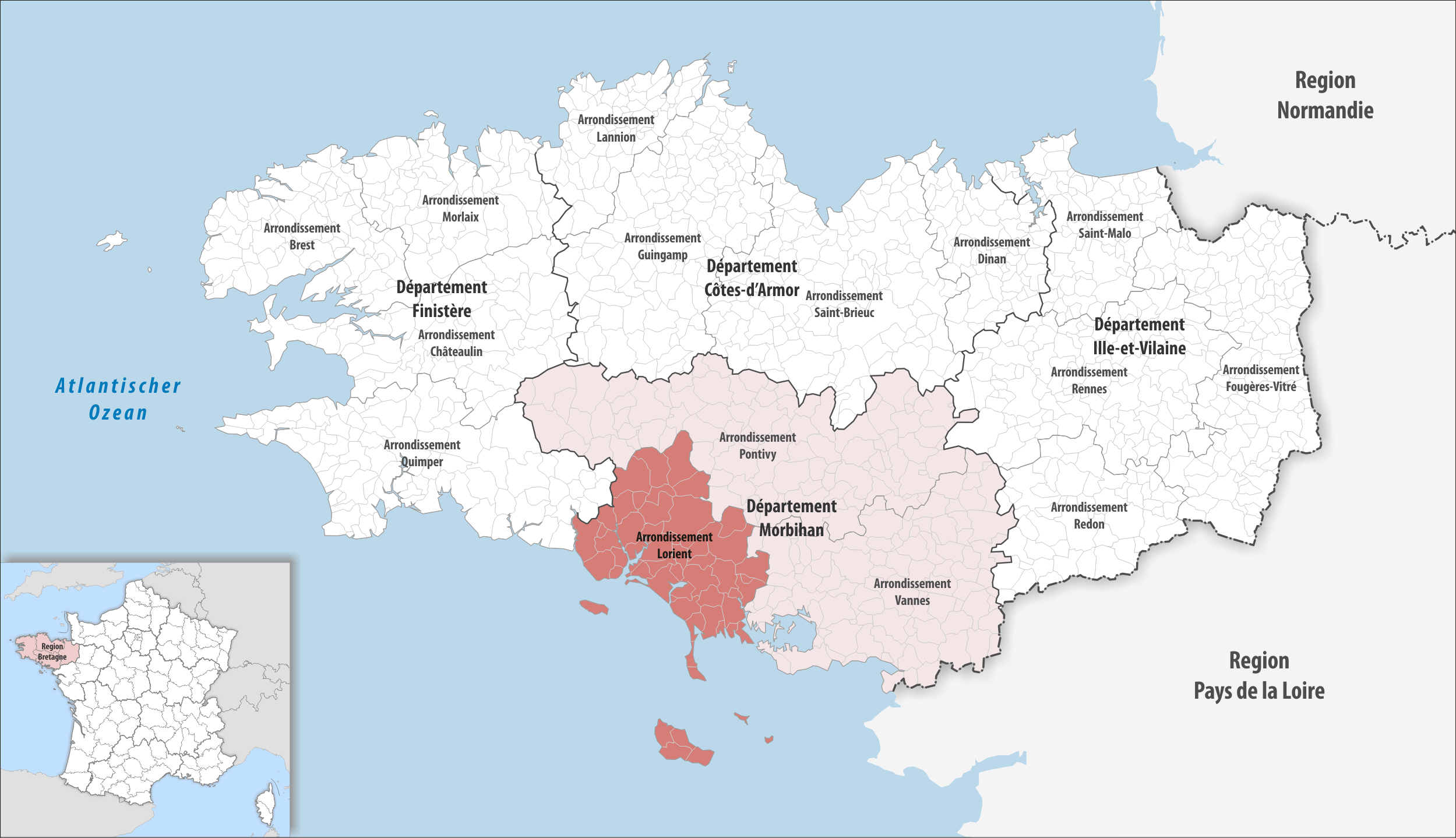
Carte de l'arrondissement de Lorient

Cet article recense de manière non exhaustive les châteaux (de défense ou d'agrément), maisons fortes et mottes castrales situés dans l'arrondissement de Lorient. Il est fait état des inscriptions et classements au titre des monuments historiques.

## Liste
| Icône            | Signification    | Abréviations             | Abréviations                  | Abréviations             | Abréviations           |
| ---------------- | ---------------- | ------------------------ | ----------------------------- | ------------------------ | ---------------------- |
| Château fort     | Château fort     | = Bastide                | = Ferme fortifiée             | = Maison forte           | = (Néo-)Palladianisme  |
| Renaissance      | Renaissance      | = Château gascon         | = Folie (montpelliéraine)     | = Manoir, Gentilhommière | = Résidence épiscopale |
| Domaine viticole | Domaine viticole | = Classicisme, classique | = Forteresse, fort(ification) | = Maison (noble)         | = Style Beaux-Arts     |
| Palais           | Palais           | = Commanderie            | = Gothique (flamboyant)       | = Néo-baroque            | = Style Second Empire  |
| Ruine ou disparu | Ruine, disparu   | = Château pinardier      | = Hôtel particulier           | = Néo-classique          | = Style italianisant   |
|                  |                  | = Demeure seigneuriale   | ... = Style Louis XII...XVI   | = Néo-gothique           | = Style troubadour     |
|                  |                  | = Éclectisme             | = Logis (seigneurial)         | = Néo-Renaissance        | = Villa (de Nice)      |
| Baroque, rococo  | Baroque, rococo  | = Édifice religieux      | = Motte castrale/féodale      | = Pavillon de chasse     | = Styles du XXe siècle |

| Type                                           | Château                                 | Commune                                           | Protection                                                      | Notes                                                  | Coordonnées                 | Illustration |
| ---------------------------------------------- | --------------------------------------- | ------------------------------------------------- | --------------------------------------------------------------- | ------------------------------------------------------ | --------------------------- | ------------ |
| Villa                                          | Château de l'Amirauté (Villa Kerlilon)  | Larmor-Plage                                      |                                                                 | 1899 ou 1901, au milieu des trois villas               | 47° 43′ 04″ N, 3° 22′ 07″ O |              |
| Forteresse, fort(ification) · Ruine ou disparu | Château anglais                         | Hœdic                                             |                                                                 | Moyen Âge, situé dans le nord-est de l'île             | 47° 20′ 54″ N, 2° 51′ 55″ O |              |
| Château fort · Ruine ou disparu                | Château d'Auray                         | Auray (Rue du Château)                            | Notice no IA00008579                                            | XIIIe siècle, il subsiste quelques vestiges du château | 47° 39′ 59″ N, 2° 58′ 49″ O |              |
|                                                | Château du Baron de l'Espée             | Le Palais (Taillefer)                             |                                                                 |                                                        | 47° 21′ 36″ N, 3° 09′ 24″ O |              |
|                                                | Château de Belann                       | Lanester (Belann)                                 |                                                                 |                                                        |                             |              |
| Style Louis XV · Néo-classique                 | Château de Bois-Joly                    | Caudan (Bois-Joly)                                | Inscrit MH (2007) · Notice no PA56000066                        | XVIIIe siècle                                          | 47° 48′ 32″ N, 3° 18′ 28″ O |              |
| Manoir, gentilhommière                         | Manoir de Bojust                        | Plumergat (Bois-Just)                             |                                                                 |                                                        |                             |              |
| Néo-Renaissance                                | Château du Bot                          | Hennebont (Le Bot)                                | Inscrit MH (2007) · Notice no PA56000061                        | XIXe siècle                                            | 47° 48′ 41″ N, 3° 17′ 52″ O |              |
| Manoir, gentilhommière                         | Manoir du Boterff                       | Sainte-Anne-d'Auray (Le Boterff)                  |                                                                 |                                                        | 47° 42′ 10″ N, 2° 56′ 52″ O |              |
|                                                | Château de Bothané                      | Guidel (Bothané)                                  | Notice no IA56000313                                            |                                                        | 47° 50′ 37″ N, 3° 31′ 26″ O |              |
|                                                | Château de Bouétiez                     | Hennebont (Le Bouëtiez)                           | Notice no IA00009561                                            |                                                        | 47° 48′ 14″ N, 3° 14′ 50″ O |              |
| Manoir, gentilhommière                         | Manoir de Brambouët                     | Languidic (Brambouët)                             | Notice no IA00009583                                            |                                                        |                             |              |
| Manoir, gentilhommière                         | Manoir de Brangolo Izel                 | Inzinzac-Lochrist (Brangolo-Izel)                 | Notice no IA00009657                                            |                                                        | 47° 50′ 11″ N, 3° 16′ 23″ O |              |
| Manoir, gentilhommière                         | Manoir de Brézéhan                      | Inguiniel (Brézéhan)                              | Notice no IA00009261                                            |                                                        | 47° 58′ 13″ N, 3° 13′ 12″ O |              |
| Château fort                                   | Tours Bro-Erec'h                        | Hennebont                                         | Classé MH (1916) · Notice no PA00091290                         | Moyen Âge                                              | 47° 48′ 20″ N, 3° 16′ 43″ O |              |
| Ruine ou disparu                               | Château de Brûlé                        | Bubry (Brûlé)                                     | Notice no IA00009236                                            |                                                        | 47° 57′ 42″ N, 3° 09′ 06″ O |              |
|                                                | Château du Bunz                         | Inzinzac-Lochrist (Le Bunz)                       |                                                                 |                                                        | 47° 49′ 49″ N, 3° 14′ 40″ O |              |
| Villa                                          | Château du Cercle Naval (Villa Kerozen) | Larmor-Plage                                      |                                                                 | la gauche des trois villas                             | 47° 43′ 03″ N, 3° 22′ 06″ O |              |
|                                                | Château Churchill                       | Carnac (Beaumer)                                  |                                                                 |                                                        |                             |              |
| Manoir, gentilhommière                         | Manoir de Coët-Courzo                   | Locmariaquer (Coët-Courzo)                        |                                                                 |                                                        |                             |              |
| Motte castrale ou féodale · Ruine ou disparu   | Motte de Coët Magoër                    | Pluvigner (Coët-Magoër)                           |                                                                 |                                                        |                             |              |
| Manoir, gentilhommière                         | Manoir de Coët Sal                      | Plumergat (Coët-Sal)                              |                                                                 |                                                        | 47° 41′ 29″ N, 2° 53′ 23″ O |              |
| Manoir, gentilhommière                         | Manoir de Coëtdiquel                    | Bubry (Coëtdiquel)                                | Notice no IA00009246                                            |                                                        | 47° 57′ 53″ N, 3° 11′ 21″ O |              |
| Manoir, gentilhommière                         | Manoir de Crawford                      | Sauzon (Crawford)                                 | Notice no IA00008260                                            |                                                        | 47° 21′ 39″ N, 3° 13′ 16″ O |              |
|                                                | Château de Crocalan                     | Carnac (Crocalan)                                 |                                                                 |                                                        | 47° 37′ 13″ N, 3° 02′ 15″ O |              |
| Manoir, gentilhommière                         | Manoir de Cunfio                        | Plouay (Cunfio)                                   | Notice no IA00009217                                            |                                                        | 47° 58′ 04″ N, 3° 18′ 47″ O |              |
| Manoir, gentilhommière                         | Manoir de la Demi-Ville                 | Landévant (La Grande Demi-Ville)                  |                                                                 |                                                        |                             |              |
| Ruine ou disparu                               | Château du Diable                       | Caudan (Pendreff)                                 | Notice no IA56002011                                            |                                                        | 47° 46′ 24″ N, 3° 21′ 43″ O |              |
| Manoir, gentilhommière                         | Manoir du Faudo                         | Bubry (Faudo)                                     |                                                                 |                                                        |                             |              |
| Manoir, gentilhommière                         | Manoir Fleuriot                         | Locmariaquer                                      |                                                                 |                                                        |                             |              |
|                                                | Château de la Forest                    | Languidic (La Forest)                             | Notice no IA00009581                                            |                                                        | 47° 52′ 39″ N, 3° 10′ 51″ O |              |
| Manoir, gentilhommière                         | Manoir de la Forest                     | Locoal-Mendon (La Forest)                         |                                                                 |                                                        | 47° 41′ 57″ N, 3° 09′ 31″ O |              |
|                                                | Château de la Garenne                   | Étel (Avenue Louis-Bougo)                         |                                                                 |                                                        | 47° 39′ 41″ N, 3° 12′ 10″ O |              |
| Manoir, gentilhommière                         | Manoir de Goré                          | Inzinzac-Lochrist (Le Goré)                       | Notice no IA00009656                                            |                                                        |                             |              |
| Manoir, gentilhommière                         | Manoir du Guern                         | Pluvigner (Le Guern)                              |                                                                 |                                                        | 47° 46′ 28″ N, 3° 01′ 17″ O |              |
| Manoir, gentilhommière                         | Manoir de Keraliguen                    | Lanester (Rue Émile Combes)                       |                                                                 |                                                        | 47° 46′ 15″ N, 3° 20′ 32″ O |              |
| Manoir, gentilhommière                         | Manoir de Kéraly                        | Bubry (Kéraly)                                    | Notice no IA00009238                                            |                                                        | 48° 01′ 16″ N, 3° 09′ 07″ O |              |
|                                                | Château de Kerambarh                    | Landaul (Kerambarh)                               |                                                                 |                                                        | 47° 44′ 09″ N, 3° 06′ 29″ O |              |
|                                                | Château de Kerambourg                   | Landaul (Kerambourg)                              |                                                                 |                                                        | 47° 45′ 00″ N, 3° 05′ 29″ O |              |
| Manoir, gentilhommière                         | Manoir de Kerandré                      | Hennebont (Kerandré)                              | Notice no IA00009556                                            |                                                        | 47° 47′ 50″ N, 3° 17′ 05″ O |              |
|                                                | Château de Kerantré                     | Crac'h (Kerentréh)                                |                                                                 |                                                        | 47° 37′ 46″ N, 2° 57′ 52″ O |              |
| Manoir, gentilhommière                         | Manoir de Kerarrec                      | Quistinic (Kerarrec)                              |                                                                 |                                                        | 47° 54′ 11″ N, 3° 09′ 09″ O |              |
|                                                | Château de Kerascouët                   | Inguiniel (Kerascouët)                            | Notice no IA56005506                                            |                                                        | 47° 55′ 29″ N, 3° 13′ 52″ O |              |
| Manoir, gentilhommière                         | Manoir de Keraud                        | Caudan (Keraud)                                   | Notice no IA56000176                                            |                                                        | 47° 50′ 11″ N, 3° 19′ 47″ O |              |
|                                                | Château de Kéravéon                     | Erdeven (Kéravéon)                                | Inscrit MH (1941) · Notice no PA00091181                        |                                                        | 47° 38′ 55″ N, 3° 08′ 48″ O |              |
| Manoir, gentilhommière                         | Manoir de Kerbalay                      | Kervignac (Kerbalay)                              | Notice no IA56007458                                            |                                                        | 47° 46′ 40″ N, 3° 15′ 49″ O |              |
|                                                | Château de Kerbastard                   | Bubry (Kerbastard)                                |                                                                 |                                                        |                             |              |
|                                                | Château de Kerbastic                    | Guidel (Kerbastic)                                | Notice no IA56000317                                            |                                                        | 47° 48′ 02″ N, 3° 30′ 10″ O |              |
| Manoir, gentilhommière                         | Manoir de Kerberhuet                    | Brech (Kerberhuet)                                |                                                                 |                                                        |                             |              |
| Motte castrale ou féodale · Ruine ou disparu   | Motte de Kerbernard                     | Pluvigner (Kerbernard)                            |                                                                 |                                                        |                             |              |
|                                                | Château de Kerblesten                   | Guidel (Kerblesten)                               |                                                                 |                                                        |                             |              |
| Manoir, gentilhommière                         | Manoir de Kerbois                       | Auray (Kerbois)                                   | Notice no IA00008542                                            |                                                        |                             |              |
|                                                | Manoir de Kercadio                      | Erdeven (Kercadio)                                | Inscrit MH (1998) · Notice no PA56000016                        | XVe et XVIIIe siècles                                  | 47° 38′ 30″ N, 3° 08′ 16″ O |              |
|                                                | Château de Kercado                      | Carnac (Kercado)                                  |                                                                 |                                                        | 47° 35′ 47″ N, 3° 03′ 08″ O |              |
| Manoir, gentilhommière                         | Manoir de Kercambre                     | Brech (Kercambre)                                 |                                                                 |                                                        |                             |              |
| Motte castrale ou féodale · Ruine ou disparu   | Motte de Kerchero                       | Pluvigner (Kerchero)                              |                                                                 |                                                        |                             |              |
| Manoir, gentilhommière                         | Manoir de Kerdavid                      | Saint-Pierre-Quiberon (Kerdavid)                  |                                                                 |                                                        |                             |              |
| Manoir, gentilhommière                         | Manoir de Kerdrain                      | Auray (10-16, rue Louis-Billet)                   | Notice no IA00008545                                            |                                                        |                             |              |
|                                                | Château de Kerdrého                     | Plouay (Kerdrého)                                 | Notice no IA00009214                                            |                                                        | 47° 54′ 49″ N, 3° 18′ 50″ O |              |
| Manoir, gentilhommière                         | Manoir de Kerdroguen                    | Auray (Kerdroguen)                                | Notice no IA00008546                                            |                                                        |                             |              |
|                                                | Château de Kerdronquis                  | Caudan (Kerdronquis)                              |                                                                 |                                                        |                             |              |
|                                                | Château de Kerdrovas                    | La Trinité-sur-Mer (Kerdrovas)                    |                                                                 |                                                        |                             |              |
|                                                | Château de Kerdudo                      | Guidel (Kerdudo)                                  | Notice no IA56002027                                            |                                                        | 47° 48′ 22″ N, 3° 28′ 31″ O |              |
|                                                | Château de Kerdurand                    | Riantec (Kerdurand)                               |                                                                 |                                                        | 47° 42′ 53″ N, 3° 19′ 17″ O |              |
| Manoir, gentilhommière                         | Manoir de Kerfraval                     | Landévant (Kerfraval)                             |                                                                 |                                                        |                             |              |
|                                                | Château de Kerfrézec                    | Sainte-Hélène (Kerfrézec)                         |                                                                 |                                                        | 47° 43′ 54″ N, 3° 10′ 40″ O |              |
| Manoir, gentilhommière                         | Manoir de Kergal                        | Crac'h (Kergal)                                   |                                                                 |                                                        | 47° 38′ 02″ N, 2° 59′ 35″ O |              |
| Manoir, gentilhommière                         | Manoir de Kergal Pasco                  | Languidic (Kergal-Pasco)                          | Notice no IA00009585                                            |                                                        | 47° 47′ 53″ N, 3° 07′ 44″ O |              |
| Manoir, gentilhommière                         | Manoir de Kergars                       | Hennebont (Kergars)                               | Notice no IA00009555                                            |                                                        | 47° 47′ 56″ N, 3° 16′ 17″ O |              |
| Manoir, gentilhommière                         | Manoir de Kergatorn                     | Merlevenez (Kergatorn)                            | Notice no IA56007497                                            |                                                        | 47° 43′ 28″ N, 3° 14′ 52″ O |              |
|                                                | Château de Kerglaw                      | Inzinzac-Lochrist (Kerglav)                       |                                                                 |                                                        |                             |              |
| Manoir, gentilhommière                         | Manoir de Kergleverit                   | Crac'h (Kergleverit)                              |                                                                 |                                                        |                             |              |
|                                                | Château de Kergluyar                    | Pluvigner (Rimaison : Bieuzy) (6, rue de la Gare) |                                                                 |                                                        | 47° 46′ 15″ N, 3° 01′ 02″ O |              |
| Manoir, gentilhommière                         | Manoir de Kerguélavant                  | Pont-Scorff (Kerguélavant)                        | Notice no IA56000217                                            |                                                        | 47° 49′ 34″ N, 3° 23′ 43″ O |              |
| Manoir, gentilhommière                         | Manoir de Kerguelhouant                 | Merlevenez (Kerguelhouant)                        |                                                                 |                                                        | 47° 50′ 53″ N, 3° 17′ 03″ O |              |
| Manoir, gentilhommière                         | Manoir de Kerguen                       | Belz (Kerguen)                                    |                                                                 |                                                        |                             |              |
| Manoir, gentilhommière                         | Manoir de Kerguen                       | Caudan (Kerguen)                                  | Notice no IA56000175                                            |                                                        |                             |              |
| Manoir, gentilhommière                         | Manoir de Kerguénal Bras                | Quistinic (Kerguénal-Bras)                        | Notice no IA00009301                                            |                                                        | 47° 53′ 40″ N, 3° 09′ 46″ O |              |
| Ruine ou disparu                               | Château de Kerguesténen                 | Gestel (Kerguesténen)                             | Notice no IA56000164                                            |                                                        | 47° 48′ 09″ N, 3° 25′ 38″ O |              |
|                                                | Château de Kergurioné                   | Crac'h (Kergurioné)                               |                                                                 |                                                        | 47° 36′ 25″ N, 3° 01′ 32″ O |              |
| manoir de Keroffret                            | Manoir de Kerhouant                     | Plouay (Kerhouant)                                | Notice no IA00009218                                            |                                                        | 47° 56′ 07″ N, 3° 19′ 11″ O |              |
|                                                | Château de Keriguer                     | Locmariaquer (Keriguer)                           |                                                                 |                                                        |                             |              |
| Manoir, gentilhommière                         | Manoir de Kerihuer                      | Ploemeur (Kerihuer)                               |                                                                 |                                                        | 47° 44′ 43″ N, 3° 25′ 03″ O |              |
|                                                | Château de Kerisper                     | Pluneret (Kerisper)                               |                                                                 |                                                        | 47° 38′ 37″ N, 2° 57′ 37″ O |              |
| Manoir, gentilhommière                         | Manoir de Kerivalan                     | Brech (Kerivalan)                                 |                                                                 |                                                        | 47° 41′ 55″ N, 3° 00′ 28″ O |              |
| Manoir, gentilhommière                         | Manoir de Kerizouët                     | Guidel (Kerizouët)                                | Notice no IA56002025                                            |                                                        | 47° 46′ 18″ N, 3° 29′ 20″ O |              |
| Manoir, gentilhommière                         | Manoir de Kerléano                      | Auray (Kerléano)                                  | Inscrit MH (1948) · Notice no PA00091009                        |                                                        | 47° 39′ 41″ N, 2° 59′ 40″ O |              |
|                                                | Château de Kerlébert                    | Quéven (Kerlébert)                                |                                                                 |                                                        | 47° 47′ 43″ N, 3° 25′ 23″ O |              |
| Ruine ou disparu                               | Château de Kerlébot                     | Quéven (Kerlébaut)                                | Notice no IA56000252                                            |                                                        | 47° 46′ 24″ N, 3° 25′ 34″ O |              |
|                                                | Château de Kerlégan                     | Hennebont (Kerlégan)                              |                                                                 |                                                        | 47° 48′ 11″ N, 3° 18′ 11″ O |              |
| Manoir, gentilhommière                         | Manoir de Kerlescan                     | Carnac (Kerlescan)                                |                                                                 |                                                        |                             |              |
| Manoir, gentilhommière                         | Manoir de Kerlevenez                    | Languidic (Kerlévénez)                            | Notice no IA00009588                                            |                                                        | 47° 49′ 33″ N, 3° 08′ 26″ O |              |
|                                                | Domaine de Kerlivio                     | Brandérion Kervignac (Kerlivio)                   | Inscrit MH (1992) · Notice no PA00091815                        |                                                        | 47° 47′ 28″ N, 3° 12′ 02″ O |              |
|                                                | Château de Kerlois                      | Hennebont (Kerlois)                               |                                                                 |                                                        | 47° 48′ 04″ N, 3° 17′ 53″ O |              |
|                                                | Château de Kerlois                      | Pluvigner (Kerlois)                               | Site classé (1975)                                              |                                                        | 47° 45′ 00″ N, 2° 58′ 52″ O |              |
|                                                | Château de Kermadio                     | Pluneret (Kerisper)                               |                                                                 |                                                        | 47° 40′ 38″ N, 2° 58′ 26″ O |              |
| Manoir, gentilhommière                         | Manoir de Kermadio                      | Kervignac (Kermadio)                              |                                                                 |                                                        | 47° 42′ 38″ N, 3° 12′ 39″ O |              |
|                                                | Château de Kermalvezin                  | Carnac (Kermalvezin)                              |                                                                 |                                                        | 47° 37′ 23″ N, 3° 05′ 37″ O |              |
| Manoir, gentilhommière                         | Manoir de Kermartin                     | Guidel (Kermartin)                                | Notice no IA56002023                                            |                                                        | 47° 46′ 56″ N, 3° 27′ 58″ O |              |
| Manoir, gentilhommière                         | Manoir de Kermassonnet                  | Kervignac (Kermassonnet)                          |                                                                 |                                                        | 47° 44′ 11″ N, 3° 12′ 36″ O |              |
|                                                | Château de Kermat                       | Inzinzac-Lochrist (Kermat)                        | Notice no IA00009655                                            |                                                        | 47° 51′ 54″ N, 3° 13′ 45″ O |              |
| Manoir, gentilhommière                         | Manoir de Kermoel Bras                  | Quistinic (Kermoel-Bras)                          | Notice no IA00009302                                            |                                                        | 47° 54′ 04″ N, 3° 08′ 33″ O |              |
| Manoir, gentilhommière                         | Manoir de Kermorgan                     | Plouay (Kermorgan)                                | Notice no IA00009218                                            |                                                        | 47° 53′ 29″ N, 3° 22′ 34″ O |              |
| Manoir, gentilhommière                         | Manoir de Kermorvan                     | Pont-Scorff (Kermorvan)                           |                                                                 |                                                        | 47° 49′ 40″ N, 3° 25′ 16″ O |              |
|                                                | Château de Kernivinen                   | Bubry (Kernivinen)                                | Notice no IA00009237                                            |                                                        | 47° 55′ 02″ N, 3° 12′ 12″ O |              |
| Manoir, gentilhommière                         | Manoir de Keroffret                     | Languidic (Keroffret)                             | Notice no IA00009577                                            |                                                        |                             |              |
| Manoir, gentilhommière                         | Manoir de Kerolin                       | Lanvaudan (Kerolin)                               | Notice no IA00009274                                            |                                                        | 47° 52′ 40″ N, 3° 15′ 37″ O |              |
| Manoir, gentilhommière                         | Manoir de Keroman                       | Inzinzac-Lochrist (Keroman)                       | Notice no IA00009654                                            |                                                        | 47° 50′ 28″ N, 3° 12′ 47″ O |              |
| Manoir, gentilhommière                         | Manoir de Keroman                       | Languidic (Keroman)                               | Notice no IA00009587                                            |                                                        | 47° 48′ 51″ N, 3° 07′ 26″ O |              |
|                                                | Château de Keronic                      | Pluvigner (Keronic)                               | Inscrit MH (2017) · Notice no PA56000082                        |                                                        | 47° 47′ 29″ N, 3° 01′ 49″ O |              |
| Manoir, gentilhommière                         | Manoir de Kerouarc'h                    | Guidel (Kerrouarc'h)                              | Notice no IA56002024                                            |                                                        | 47° 47′ 08″ N, 3° 28′ 27″ O |              |
|                                                | Château de Kerplouz                     | Auray (Kerplouz)                                  |                                                                 |                                                        | 47° 39′ 22″ N, 2° 58′ 25″ O |              |
| Manoir, gentilhommière                         | Manoir de Kerrio                        | Inzinzac-Lochrist (Kerrio)                        | Notice no IA00009653                                            |                                                        | 47° 51′ 50″ N, 3° 15′ 34″ O |              |
|                                                | Château de Kerrous                      | Languidic (Kerrous-Saint-Maur)                    | Notice no IA00009579                                            |                                                        | 47° 49′ 39″ N, 3° 12′ 25″ O |              |
| Ruine ou disparu                               | Château de Kerrousseau                  | Quéven (Kerrousseau)                              | Notice no IA56000255                                            |                                                        | 47° 48′ 28″ N, 3° 25′ 00″ O |              |
|                                                | Château de Kerscamp                     | Hennebont (Kerscamp)                              | Notice no IA00009559                                            |                                                        | 47° 48′ 22″ N, 3° 18′ 35″ O |              |
|                                                | Château de Kersily                      | Plouay (Kersily)                                  | Notice no IA00009215                                            |                                                        | 47° 56′ 23″ N, 3° 20′ 17″ O |              |
|                                                | Château de Kervéléan                    | Lanester (Kervéléan)                              |                                                                 |                                                        | 47° 46′ 20″ N, 3° 21′ 17″ O |              |
| Manoir, gentilhommière                         | Manoir de Kervéno                       | Languidic (Kervéno)                               | Notice no IA00009586                                            |                                                        | 47° 50′ 19″ N, 3° 08′ 14″ O |              |
| Manoir, gentilhommière                         | Manoir de Kervergant                    | Ploemeur (Kervergant)                             |                                                                 |                                                        |                             |              |
|                                                | Château de Kervihan                     | Carnac (Kervihan)                                 |                                                                 |                                                        | 47° 38′ 02″ N, 3° 02′ 21″ O |              |
|                                                | Château de Keryard                      | Cléguer (Keryard)                                 |                                                                 |                                                        |                             |              |
| Manoir, gentilhommière                         | Manoir de Keryargon                     | Belz (Keryargon)                                  |                                                                 |                                                        | 47° 39′ 45″ N, 3° 08′ 38″ O |              |
| Manoir, gentilhommière                         | Manoir de Keryvon                       | Languidic (Keryvon)                               | Notice no IA00009582                                            |                                                        | 47° 51′ 27″ N, 3° 10′ 25″ O |              |
| Ruine ou disparu                               | Château de Kerzo                        | Port-Louis (Kerzo)                                |                                                                 |                                                        | 47° 42′ 52″ N, 3° 21′ 04″ O |              |
| Manoir, gentilhommière                         | Manoir de Kerzo                         | Pluneret (Kerzo)                                  |                                                                 |                                                        | 47° 41′ 23″ N, 2° 59′ 03″ O |              |
| Ruine ou disparu                               | Château du Lain                         | Gestel (Le Lain)                                  | Notice no IA56000160                                            |                                                        | 47° 48′ 11″ N, 3° 26′ 15″ O |              |
|                                                | Château de Lannouan                     | Landévant (Lannouan)                              |                                                                 |                                                        | 47° 46′ 21″ N, 3° 06′ 24″ O |              |
|                                                | Château du Latz                         | La Trinité-sur-Mer (Keriolet)                     |                                                                 |                                                        | 47° 36′ 26″ N, 3° 01′ 55″ O |              |
| Manoir, gentilhommière                         | Manoir de Lénioten                      | Quistinic (Lénioten)                              | Notice no IA00009299                                            |                                                        | 47° 52′ 57″ N, 3° 05′ 39″ O |              |
|                                                | Château du Leslé                        | Pont-Scorff (Le Leslé)                            | Notice no IA56000218                                            |                                                        | 47° 50′ 22″ N, 3° 24′ 12″ O |              |
|                                                | Château de Locguénolé                   | Kervignac (Locunolé)                              | Notice no IA56007513                                            |                                                        | 47° 45′ 56″ N, 3° 17′ 09″ O |              |
| Forteresse, fort(ification)                    | Fort du Loch                            | Guidel                                            | Inscrit MH (1960) · Notice no PA00091259 · Notice no IA56000311 | XVIIIe siècle                                          | 47° 45′ 05″ N, 3° 30′ 33″ O |              |
|                                                | Château de Locmaria                     | Ploemel (Locmaria)                                |                                                                 |                                                        | 47° 38′ 52″ N, 3° 02′ 42″ O |              |
| Manoir, gentilhommière                         | Manoir de Locoyarn                      | Hennebont (Haut-Locoyarn)                         | Notice no IA00009560                                            |                                                        | 47° 47′ 12″ N, 3° 17′ 15″ O |              |
|                                                | Château de Locqueltas                   | Inzinzac-Lochrist (Kermat)                        | Notice no IA00009652                                            |                                                        | 47° 49′ 51″ N, 3° 14′ 25″ O |              |
| Manoir, gentilhommière                         | Manoir de Locqueltas                    | Crac'h (Loqueltas)                                |                                                                 |                                                        | 47° 37′ 18″ N, 2° 57′ 38″ O |              |
| Manoir, gentilhommière                         | Manoir de Mané Habat                    | Quistinic (Mané-Habat)                            | Notice no IA00009294                                            |                                                        | 47° 56′ 24″ N, 3° 06′ 34″ O |              |
|                                                | Château du Mané                         | Lanester (Le Mané)                                |                                                                 |                                                        | 47° 45′ 59″ N, 3° 18′ 18″ O |              |
| Villa                                          | Château Margaret (Villa Ker Margaret)   | Larmor-Plage                                      |                                                                 | le droit des trois villas                              | 47° 43′ 05″ N, 3° 22′ 09″ O |              |
|                                                | Château de Ménéhouarn                   | Plouay (Rue des Acacias)                          | Notice no IA00009216                                            |                                                        | 47° 55′ 05″ N, 3° 20′ 49″ O |              |
|                                                | Château de Meslien                      | Cléguer (Meslien)                                 | Notice no IA56000304                                            |                                                        | 47° 52′ 26″ N, 3° 23′ 48″ O |              |
| Manoir, gentilhommière                         | Manoir de Moncan                        | Auray (22 rue de l'Abbé Joseph Martin)            | Notice no IA00008547                                            |                                                        | 47° 39′ 35″ N, 2° 58′ 58″ O |              |
| Ruine ou disparu                               | Château de la Motte                     | Camors (Porh-Houët-er-Saleu)                      |                                                                 |                                                        | 47° 50′ 56″ N, 3° 01′ 02″ O |              |
|                                                | Château de Nelhouët                     | Caudan (Nelhouët)                                 |                                                                 |                                                        |                             |              |
| Manoir, gentilhommière                         | Manoir du Palivarch                     | Nostang (Palivarc'h)                              |                                                                 |                                                        | 47° 45′ 44″ N, 3° 09′ 42″ O |              |
| Manoir, gentilhommière                         | Manoir de Pen Mané                      | Pont-Scorff (Pen-Mané)                            | Notice no IA56000303                                            |                                                        | 47° 49′ 08″ N, 3° 24′ 34″ O |              |
| Manoir, gentilhommière                         | Manoir de Penhoat                       | Ploemeur (Penhoat)                                |                                                                 |                                                        | 47° 45′ 05″ N, 3° 27′ 59″ O |              |
|                                                | Château de Penhoët                      | Bangor (Penhoët)                                  |                                                                 |                                                        |                             |              |
| Manoir, gentilhommière                         | Manoir de Perros                        | Bubry (Perros)                                    | Notice no IA00009239                                            |                                                        | 47° 58′ 42″ N, 3° 11′ 37″ O |              |
| Manoir, gentilhommière · Ruine ou disparu      | Manoir de Perroz                        | Inzinzac-Lochrist (Perroz)                        | Notice no IA00009651                                            |                                                        | 47° 50′ 29″ N, 3° 17′ 44″ O |              |
| Ruine ou disparu                               | Château le Petit Pavillon Fouquet       | Le Palais (Roserière)                             | Notice no IA00008185                                            |                                                        | 47° 21′ 11″ N, 3° 09′ 51″ O |              |
| Ruine ou disparu                               | Château du Plessis                      | Lanester (Le Mané)                                |                                                                 |                                                        | 47° 45′ 38″ N, 3° 20′ 08″ O |              |
|                                                | Château du Plessis-Kaër                 | Crac'h (Plessis Kaër)                             | Inscrit MH (1934) · Notice no PA00091163                        |                                                        | 47° 38′ 41″ N, 2° 58′ 33″ O |              |
| Manoir, gentilhommière                         | Manoir de Porh-Kerio                    | Locoal-Mendon (Porh-Kerio)                        |                                                                 |                                                        |                             |              |
| Manoir, gentilhommière                         | Manoir du Pou                           | Guidel (Le Poux)                                  | Notice no IA56002018                                            |                                                        | 47° 46′ 34″ N, 3° 27′ 47″ O |              |
| Manoir, gentilhommière                         | Manoir du Pouillot                      | Lorient (Le Pouillot)                             |                                                                 |                                                        | 47° 46′ 19″ N, 3° 23′ 33″ O |              |
| Manoir, gentilhommière                         | Manoir de Pratmeur                      | Quistinic (Pratmeur)                              | Notice no IA00009300                                            |                                                        | 47° 53′ 55″ N, 3° 06′ 08″ O |              |
|                                                | Château du Quelennec                    | Languidic (Le Quelenec)                           | Notice no IA00009578                                            |                                                        | 47° 49′ 46″ N, 3° 13′ 28″ O |              |
|                                                | Château de Queneven                     | Sainte-Anne-d'Auray (Queneven)                    |                                                                 |                                                        | 47° 41′ 56″ N, 2° 56′ 23″ O |              |
|                                                | Château du Rénaud                       | Locmariaquer                                      |                                                                 |                                                        |                             |              |
| Manoir, gentilhommière                         | Manoir de la Rodière                    | Landaul (La Rodière)                              |                                                                 |                                                        | 47° 44′ 18″ N, 3° 07′ 09″ O |              |
|                                                | Château du Rongouët                     | Nostang (Le Rongouët)                             |                                                                 |                                                        | 47° 44′ 42″ N, 3° 10′ 40″ O |              |
|                                                | Château de Rosnarho                     | Crac'h (Rosnarho)                                 |                                                                 |                                                        | 47° 37′ 56″ N, 2° 58′ 34″ O |              |
| Manoir, gentilhommière                         | Manoir de Saint-Efflam                  | Kervignac (Saint-Efflam)                          |                                                                 |                                                        | 47° 44′ 40″ N, 3° 16′ 23″ O |              |
|                                                | Château de Saint-Georges                | Nostang (Saint-Georges)                           |                                                                 |                                                        | 47° 46′ 03″ N, 3° 11′ 57″ O |              |
| Manoir, gentilhommière                         | Manoir de Saint-Urchaud                 | Pont-Scorff (Saint-Urchaud)                       | Notice no IA56000301                                            |                                                        | 47° 49′ 32″ N, 3° 23′ 27″ O |              |
|                                                | Château de Soye                         | Ploemeur (Rue Galilée)                            |                                                                 |                                                        | 47° 44′ 31″ N, 3° 24′ 37″ O |              |
| Manoir, gentilhommière                         | Manoir de Stang Nivinen                 | Plouay (Stang-Nivinen)                            |                                                                 |                                                        | 47° 54′ 25″ N, 3° 21′ 01″ O |              |
|                                                | Château de Talhouët                     | Guidel (Talhouët)                                 | Notice no IA56000322                                            |                                                        | 47° 49′ 46″ N, 3° 32′ 06″ O |              |
| Ruine ou disparu                               | Château de Tallen                       | Camors (Tallen)                                   |                                                                 |                                                        |                             |              |
|                                                | Château du Ter                          | Ploemeur (Allée du Château-du-Ter)                |                                                                 |                                                        | 47° 43′ 56″ N, 3° 24′ 38″ O |              |
| Manoir, gentilhommière                         | Manoir de Toul-Lann                     | Riantec (Toul-Lann)                               |                                                                 |                                                        | 47° 42′ 15″ N, 3° 16′ 22″ O |              |
|                                                | Château de Tréfaven                     | Lorient (Tréfaven)                                |                                                                 |                                                        | 47° 45′ 57″ N, 3° 21′ 59″ O |              |
|                                                | Château de Trémelin                     | Camors (Trémelin)                                 |                                                                 |                                                        |                             |              |
|                                                | Château de Treulan                      | Pluneret (Treulan)                                |                                                                 |                                                        | 47° 42′ 29″ N, 2° 58′ 50″ O |              |
|                                                | Château de Tronchâteau                  | Cléguer (Tronchâteau)                             | Notice no IA56002047                                            |                                                        | 47° 51′ 43″ N, 3° 23′ 51″ O |              |
| Manoir, gentilhommière                         | Manoir de Trongoff                      | Plumergat (Trongoff)                              |                                                                 |                                                        | 47° 43′ 42″ N, 2° 54′ 12″ O |              |
|                                                | Château de Trovern                      | Guidel (Trovern)                                  | Notice no IA56002026                                            |                                                        | 47° 48′ 14″ N, 3° 28′ 09″ O |              |
|                                                | Château Turpault                        | Quiberon (Beg-er-Lan)                             |                                                                 |                                                        | 47° 28′ 25″ N, 3° 07′ 49″ O |              |
| Manoir, gentilhommière                         | Manoir de Ty Mat                        | Inzinzac-Lochrist (Ty Mat)                        | Notice no IA00009650                                            |                                                        | 47° 51′ 14″ N, 3° 14′ 25″ O |              |
| Manoir, gentilhommière                         | Manoir de Ty Nehue                      | Inzinzac-Lochrist (Ty Nehue)                      | Notice no IA00009649                                            |                                                        | 47° 51′ 00″ N, 3° 15′ 47″ O |              |
| Manoir, gentilhommière                         | Manoir du Val                           | Landévant (Porh Val)                              |                                                                 |                                                        | 47° 46′ 49″ N, 3° 06′ 58″ O |              |
| Forteresse, fort(ification)                    | Citadelle Vauban                        | Le Palais                                         | Inscrit MH (1994) · Classé MH (2007) · Notice no PA00091470     | XVIe et XIXe siècles                                   | 47° 20′ 57″ N, 3° 09′ 16″ O |              |
|                                                | Château du Verger                       | Gestel (Le Verger)                                | Notice no IA56000163                                            |                                                        | 47° 49′ 17″ N, 3° 26′ 04″ O |              |
| Manoir, gentilhommière                         | Manoir du Verger                        | Gestel (Le Verger)                                | Notice no IA56000162                                            |                                                        | 47° 49′ 23″ N, 3° 25′ 57″ O |              |
| Ruine ou disparu                               | Motte castrale du Vieux-Saint-Yves      | Bubry (Le Vieux-Saint-Yves)                       | Inscrit MH (1995) · Notice no PA00135358                        |                                                        | 47° 55′ 45″ N, 3° 09′ 20″ O |              |
| Manoir, gentilhommière                         | Manoir de la Vigne                      | Languidic (Le Château-la-Vigne)                   | Notice no IA00009580                                            |                                                        | 47° 52′ 57″ N, 3° 10′ 18″ O |              |
|                                                | Château de la Villeneuve-Jacquelot      | Quistinic (Villeneuve-Jacquelot)                  | Classé MH (1970) · Notice no PA00091627                         |                                                        | 47° 56′ 10″ N, 3° 06′ 49″ O |              |
| Manoir, gentilhommière                         | Manoir de la Villeneuve                 | Brech (La Villeneuve)                             |                                                                 |                                                        | 47° 42′ 37″ N, 3° 01′ 13″ O |              |